# Teinopodagrion chinchaysuyum
Teinopodagrion chinchaysuyum är en trollsländeart som beskrevs av De Marmels 2001. Teinopodagrion chinchaysuyum ingår i släktet Teinopodagrion och familjen Megapodagrionidae. Inga underarter finns listade i Catalogue of Life.